# Удолфо (тауншип, Миннесота)
Удо́лфо (англ. Udolpho) — тауншип в округе Моуэр, Миннесота, США. На 2000 год его население составило 458 человек.

## География
По данным Бюро переписи населения США площадь тауншипа составляет 93,3 км², из которых 93,3 км² занимает суша, водоёмов нет.

## Демография
По данным переписи населения 2000 года здесь находились 458 человек, 163 домохозяйства и 139 семей.  Плотность населения —  4,9 чел./км².  На территории тауншипа расположено 173 постройки со средней плотностью 1,9 построек на один квадратный километр. Расовый состав населения: 98,25  белых, 0,87 % афроамериканцев, 0,87 % — других рас США. Испанцы или латиноамериканцы любой расы составляли 1,31 % от популяции тауншипа.
Из 163 домохозяйств в 37,4 % воспитывались дети до 18 лет, в 76,1 % проживали супружеские пары, в 3,7 % проживали незамужние женщины и в 14,7 % домохозяйств проживали несемейные люди. 12,3 % домохозяйств состояли из одного человека, при том 6,7 % из — одиноких пожилых людей старше 65 лет. Средний размер домохозяйства — 2,81, а семьи — 3,06 человека.
27,9 % населения — младше 18 лет, 6,3 % — в возрасте от 18 до 24 лет, 26,2 % — от 25 до 44, 22,7 % — от 45 до 64, и 16,8 % — старше 65 лет. Средний возраст — 39 лет. На каждые 100 женщин приходилось 116,0 мужчин.  На каждые 100 женщин старше 18 приходилось 103,7 мужчин.
Средний годовой доход домохозяйства составлял 40 179 долларов, а средний годовой доход семьи —  41 964 доллара. Средний доход мужчин —  33 125  долларов, в то время как у женщин — 20 781. Доход на душу населения составил 19 140 долларов. За чертой бедности находились 5,0 % семей и 8,9 % всего населения тауншипа, из которых 15,0 % младше 18 и 4,8 % старше 65 лет.